# Conakry
Conakry (susujsko Kɔnakiri) je glavno mesto Gvineje in pomembno pristanišče na zahodni obali Afrike, gospodarsko središče države, kjer natovarjajo glavna izvozna produkta: aluminijev oksid in banane. Staro mestno jedro stoji na konici otoka Tombo pred obalo Gvineje, v zadnjih desetletjih pa se s priseljevanjem širi po sosednjem polotoku Kaloum v notranjost. V administrativni delitvi države ima status regije, po uradnem popisu iz leta 2014 živi v njej skoraj 1,7 milijona prebivalcev, kar je približno šestina vseh prebivalcev Gvineje. Vendar pa je zaradi kaotične rasti dejansko število prebivalcev težko ugotoviti, po nekaterih ocenah tako živi v metropolitanskem območju že 2,5 milijona ljudi oz. skoraj četrtina Gvinejcev. Prenaseljenost povzroča hude težave z infrastrukturo (ceste, elektrika, pitna voda), kar je bilo poleg politične nestabilnosti povod za več množičnih protestov v začetku 21. stoletja. Običajen pojav so tudi izbruhi nalezljivih bolezni, kot je kolera; leta 2014 je bilo mesto eno od žarišč zahodnoafriške epidemije ebole.
S konice otoka Tombo se je mesto bolj ali manj nenačrtovano razširilo v ozkem pasu več deset kilometrov v notranjost, stisnjeno med močvirnat svet v tej vlažni tropski regiji, kar že samo po sebi povzroča težave s prometom. Glavnina aktivnosti je skoncentrirana ob modernem pristanišču na konici, na račun katerega je Conakry tudi najpomembnejše železniško vozlišče v Gvineji. V mestnem gospodarstvu in politiki dominirajo pripadniki ljudstva Peul, ostali prebivalci so izrinjeni na periferijo, z omejenimi možnostmi za zaposlovanje in političen vpliv. Poleg izvoza so pomembnejše gospodarske dejavnosti še predelava hrane in avtomobilska industrija, tu se nahajajo tudi nacionalno pomembne kulturne in izobraževalne ustanove.

## Zgodovina
Na otoku Tombo je bilo pred ustanovitvijo Conakryja zgolj nekaj nepomembnih ribiških vasi ljudstva Soso, po eni od njih je dobil ime. Konec 19. stoletja so območje zavzeli Francozi in ga zaradi potenciala za izgradnjo pristanišča določili za administrativno središče. Zgledna kolonialna urbanistična zasnova mu je prislužila vzdevek »biser Zahodne Afrike«. Pristanišče je bilo zgrajeno leta 1900, hkrati z železniško povezavo do Nigerja v notranjosti celine. V tem času je novo naselje pritegnilo številne priseljence, tudi delavce iz Senegala in Sierre Leone, ter preseglo pomen bližnjih Bamaka in Freetowna. Štelo je že deset do petnajst tisoč prebivalcev. Segregacija je bila očitna, tako v razporeditvi sosesk kot v upravi, kjer so imeli črnci le marginalno vlogo.
V prvi polovici 20. stoletja se je razvoj upočasnil zaradi zloma mednarodnega trga z naravno gumo, ki je bila takrat glavno izvozno blago, množično priseljevanje pa se ni ustavilo, tako da urbanistični načrti niso dohajali širjenja. Po drugi svetovni vojni je bilo kljub temu izvedenih nekaj javnih infrastrukturnih projektov, med njimi nova tržnica, srednja šola in bolnišnica. Tudi v 1950. letih je Conakry doživljal eksplozivno rast, od okrog 50.000 prebivalcev leta 1953 do 200.000 leta 1970. Hkrati je bil kot politično središče tudi center prizadevanj za emancipacijo in osamosvojitev izpod francoske kolonialne oblasti. Leta 1956 je postal prvi črnski župan Ahmed Sékou Touré, kasnejši vodja Gvineje.
Po razglasitvi neodvisnosti Gvineje je mesto skupaj s preostankom države močno prizadela revščina. Hkrati so se vanj še vedno stekale reke priseljencev iz še bolj obubožanega podeželja, pa tudi iz sosednjih Liberije in Sierre Leone, kjer so divjale državljanske vojne. Med Touréjevo vladavino je infrastruktura stagnirala in šele po njegovi smrti leta 1984 so se politične ter gospodarske razmere pričele počasi stabilizirati.